# Sjundeå sockenmagasin
Sjundeå sockenmagasin (finska: Siuntion pitäjänmakasiini) var ett sockenmagasin i Sjundeå i det finländska landskapet Nyland. Magasinet som grundades år 1746 har aldrig haft någon central betydelse för sjundeåborna.

## Historia
Man beslöt att inrätta ett sockenmagasin år 1746 men ännu år 1750 hade ingenting gjorts. Först efter det skred man till handling. Länsman Hans Myrberg, rusthållaren i Kockis och bonden på Böle Heicka erbjöd sig att genast inbetala till magasinet 1 tunna råg per man.
Ännu år 1753 fanns det inte något magasin. Magasinet byggdes på Sjundeå prästgårds mark år 1757. Magasinets dörr var låst med tre lås och till föreståndare utsågs adjunkten Henrik Lemström och till uppsyningsmän klockaren Martin Ärlig och bonden Erik Eriksson på Böle Heicka.
Vid Sjundeå sockenstämma år 1816 beslöt man att årligen avsätta 5 tunnor spannmål för underhåll av Lojo pedagogium. Utbetalningen fortgick därefter några år men upphörde när skolan stängdes år 1822. År 1827 beviljade man att anslå 50 tunnor spannmål till hjälp åt de brandskadade i Åbo. Samma år byggde man ett nytt magasin nära Sjundeå kyrka på kyrkbacken eftersom det gamla magasinet var ruttet och för litet.
Under de stora nödåren i mitten av 1860-talet fanns det ej många kappar råg i sockenmagasinet. Men när tiderna blev bättre minskade lånebehovet och exempelvis år 1889 var utlåningen mycket liten. År 1875 stötte man bönderna genom att donera varje delägare 15 kappe råg. Första gången växlade man spannmål till pengar år 1881. Tre år senare blev magasinsfonden värd över 10 000 mark och man började att dela ut lån åt delägarna. Man upprätthöll även hemskolor med magasinets inkomster. Slutligen väcktes förslag om lånemagasinets slopande år 1914. Man konstaterade att spannmålskvaliteten blev sämre om man lagrar det för länge. Man talade också om utvidgandet av begravningsplatsen vilket betydde att sockenmagasinets plats var hotat.
År 1921 beslöt man att sälja all säd från magasinet. Magasinsbyggnaden är numera riven.

### Sjundbys magasin
I Sjundeå fanns det också ett annat spannmålslånemagasin. Detta inrättades på Sjundby redan i slutet av 1600-talet av friherrinnan Maria Silfverhjelm. Avsikten var att utlåna åt slottets undersåtar när de råkat i trångmål.